# Marcus Sloan
Marcus Sloan (* 19. November 1982 in Houston) ist ein ehemaliger US-amerikanischer Basketballspieler.

## Werdegang
Sloan besuchte als Jugendlicher die Eisenhower High School in Houston und gehörte der Basketball-Schulmannschaft an. 2001 begann er ein Studium (Kommunikationswissenschaft) an der Texas Christian University. Bis 2005 war er Mitglied der Hochschulmannschaft. In 111 Spielen kam er auf Mittelwerte von 2,3 Punkten und 3,2 Rebounds je Begegnung.
Seine Laufbahn als Berufsbasketballspieler begann er bei der Mannschaft Houston Blaze in seiner Heimatstadt. Zur Saison 2006/07 wechselte er zum deutschen Zweitligisten TV 1860 Lich. Sloan überzeugte bei den Mittelhessen und wurde vom Fachmedium eurobasket.com in der Saison 2006/07 als bester Spieler auf der Innenposition der 2. Bundesliga Süd ausgezeichnet.
Im Frühling 2007 spielte er in den USA für die Texas Tycoons in der World Basketball Association (WBA). Im Sommer 2007 wurde er vom Schweizer Nationalligisten Fribourg Olympic verpflichtet. 2008 wurde er mit den Üechtländern Schweizer Meister. Eurobasket.com zeichnete ihn hernach gemeinsam mit Ricky Gibson als besten Verteidiger der Liga aus. Zu den Einsätzen in der Nationalliga kamen 2007/08 Spiele im ULEB-Cup und 2008/09 in einem weiteren Europapokal, EuroChallenge. Im Anschluss an das Spieljahr 2008/09 wurde er wieder von eurobasket.com als bester Verteidiger der Schweizer Nationalliga und zusätzlich als Center des Jahres ausgezeichnet.
Starwings Basket Regio Basel verpflichtete Sloan Ende Oktober 2009. Zum dritten Mal in Folge zeichnete ihn eurobasket.com als besten Verteidiger der Nationalliga aus, 2009/10 musste er sich diesen Titel wieder teilen (mit Alex Thompson). 2010/11 stand Sloan bei den Lions de Genève unter Vertrag, sein letzter Verein in der Schweiz war im Spieljahr 2011/12 SAV Vacallo. Anfang Dezember 2012 wurde er vom französischen Zweitligisten Aix-Maurienne verpflichtet, um den verletzten Erroyl Bing während dessen Abwesenheit zu ersetzen.
Nach dem Ende seiner Zeit als Berufsbasketballspieler ging Sloan in sein Heimatland zurück und blieb im Basketballgeschäft tätig: Er verlegte sich auf die Planung und Durchführung von Basketballveranstaltungen, 2017 gründete er ein Unternehmen, mit dem er Dienstleistungen auf dem Gebiet Talentsichtung anbietet.